# Мар'ян Штика
Мар'ян Штика (псевдо: «В'юн») — військовик, розвідник, член ОУН, УПА, громадський діяч, меценат.

## Життєпис
Народився 3 липня 1922 р. в с. Костянтинівка, Тернопільської області, Тернопільського району, з 2020 р — Великобірківської громади  (інші назви Костуся, Константинівка, 1921—1939 рр. належало до гміни Борки Великі, Тернопільського повіту, воєводства Тернопільського). Батьки — тато Іван Штика родом з Костянтинівки, мама Ганна з дому Недошитко із с. Малий Ходачків. Про неї відомо, що була кравчинею і мала двох синів — Мар'яна і Станіслава. З поверненням радянської влади, через приналежність Мар'яна до ОУН, маму було жорстоко переслідувано, Чоловік Іван виїхав на заробітки до Канади (в період 1920—1939 років), а вона потрапила туди через Польщу лише після Другої Світової війни, померла в Торонто на 92 році життя.
Мар'ян Штика навчався спочатку в школі с. Костянтинівка, а пізніше в чотирикласній школі с. Малий Ходачків.
Згодом продовжив навчання в Тернопільській гімназії. Відвідував товариство Рідної Школи.

## Громадське та військове життя
Коли прийшла пора боронити Україну від ворога, Мар'ян разом із братом стали в ряди воїнів Української повстанської армії. З 1940 року належав до ОУН. Брата Стаха було арештовано відділом контррозвідки «СМЕРШ» та невдовзі страчено. За німецької окупації в СБ ОУН під псевдо «В'юн» Мар'ян Штика співпрацював з підреферентом СБ при крайовому проводі ОУН Дмитром Гавришковим — «Гаром».
З центрального проводу ОУН Мар'яну передали наказ пробитись у радянське підпілля. Від Організації Мар'ян був скерований до служби в Червоній Армії під вигаданим прізвищем  Михайло Баб'юк.
Перебуваючи на запасній лінії фронту біля Варшави, у пригоді  Мар'яну Івановичу стали його творчі здібності. Надзвичайний хист до малювання ще більше зміцнив його авторитет серед радянського командування. Розвідник створював пропагандистські плакати, писав портрети «Великого вождя» — Сталіна. І найголовніше — що штаб артилерії зобов'язав пана Штику створювати карти України, які радянська армія мала використовувати перед наступом на границі Білоруського і Українського фронтів. Він пише: «Знаходячись увесь цей час у Совєтскій армії був ризикований, напружений, потрібно було все бачити закритими очима та слухати байдужим виглядом…».
Після закінчення Другої світової війни, коли радянське командування видало наказ про те, що безпартійні військові мусять залишити окуповану зону Німеччини, Мар'ян зрозумів, що дороги назад в Україну вже немає, і вимушений був переїхати в Канаду, де перебував його батько. З великою обережністю, при допомозі надійних осіб, місцевих німців 14 червня 1947 року перейшов Мар'ян Штика в американську зону Німеччини. Пізніше Мар'ян згадує: «Тішить мене, що бандерівське (ОУН)СБ, зуміло проникнути в контррозвідку НКВС. За мною і братом вишукували в районах, Горем прибита мати не ночувала вдома, ховалася по сусідах, по чужих селах, була арештована, (матір жорстоко переслідували), а я знаходився посеред них…». В Канаду до батька він прибув у 1948 р. Працював як картограф в Міністерстві Транспортації та Комунікації. Знаний в громаді як щедрий меценат та фундатор багатьох добродійних проектів в Україні та Канаді. Відомі його пожертви на будівництво 2-х храмів в Україні, на видавництво серії книг  «Літопису УПА». Проживає в м. Оквілл, Онтаріо, Канада. Має двох дітей — доньок Ірину та Лесю.